# ۱۳۲۴ (خورشیدی)
۱۳۲۴ هزار و سیصد و بیست و چهارمین سال هجری خورشیدی سالی عادی است.

## رویدادها
- ۴ بهمن - لندن - ویشینسکی معاون کمیسر امور خارجه شوروی هر نوع دخالت را در اوضاع داخلی ایران انکار می‌کند.
- تأسیس فدائیان اسلام
- تأسیس حزب دموکرات کردستان ایران
- تأسیس فدراسیون بسکتبال ایران
- تأسیس تیم فوتبال تاج تهران (بعدها استقلال)

## زادروزها
- ۱۵ فروردین - آتش تقی‌پور، بازیگر
- ۳ اردیبهشت - علی محمد اشکبوس، دوبلور
- ۱۹ اردیبهشت - غلامعلی حداد عادل، رئیس سابق مجلس شورای اسلامی
- ۲۱ خرداد - سیاوش قمیشی، خواننده، ترانه‌سرا و آهنگساز
- ۴ تیر - علی‌اکبر ولایتی، سیاستمدار ایرانی و وزیر امور خارجه سابق ایران
- ۱۶ تیر - بیژن الهی، شاعر و مترجم
- ۲۲ تیر - فرامرز اصلانی، خواننده، ترانه‌سرا و آهنگساز
- ۹ مرداد - محمد نصیری، وزنه‌بردار
- ۳ مهر - اوین آغاسی،  خوانندۀ ایرانی-آمریکایی
- ۸ مهر - افشین مقدم، خواننده
- ۲۶ مهر - عبدالله اسکندری، گریمور
- ۲۵ آذر - عبدالکریم سروش، فیلسوف، دین‌پژوه
- ۲۱ دی - فتحعلی اویسی، بازیگر
- ۱۷ بهمن - شهرام شب‌پره، خواننده، ترانه‌سرا و آهنگساز
- ۴ بهمن - کاظم افرندنیا، بازیگر
- ۶ بهمن - منصور پورحیدری، بازیکن و مربی فوتبال
- ۷ بهمن - محمدتقی بشارت، روحانی و نماینده مردم سمیرم و دهاقان در نخستین دوره مجلس شورای اسلامی
- ۲۸ بهمن - شهرنوش پارسی‌پور، نویسنده و مترجم
- ۲۴ اسفند - سید احمد خمینی، نماینده مجلس خبرگان رهبری
- ۲۰ اسفند - رضا بابک، بازیگر
- ۲۷ اسفند - مجتبی میرزاده، نوازنده ویلون، سنتور، کمانچه، سه‌تار و آهنگساز
- مسعود آذرنوش، باستان‌شناس
- ابوالقاسم سرحدی‌زاده، سیاستمدار ایرانی و وزیر کار و امور اجتماعی در دولت دوم میرحسین موسوی
- بهاءالدین ادب، نماینده مجلس شورای اسلامی
- محمدعلی نجفی، معمار، فیلم‌نامه‌نویس و کارگردان
- کاظم وزیری هامانه، وزیر نفت ایران در دولت محمود احمدی‌نژاد
- نسرین معظمی، زیست‌شناس و میکروب‌شناس
- فتانه حاج‌سیدجوادی، رمان‌نویس
- محمدرضا نعمت‌زاده، سیاستمدار

## درگذشت‌ها
- شهریور - مستوره افشار، فعال حقوق زنان در جمعیت نسوان وطنخواه
- اسفند - حسنعلی مستشار، سیاستمدار و ادیب ایرانی[۱]
- ۲۰ اسفند - احمد کسروی، تاریخ‌نویس